# 海之口站
海之口站（日语：／ Uminokuchi eki */?）是位於長野縣大町市平海之口，東日本旅客鐵道（JR東日本）的大糸線車站。車站編號是19。

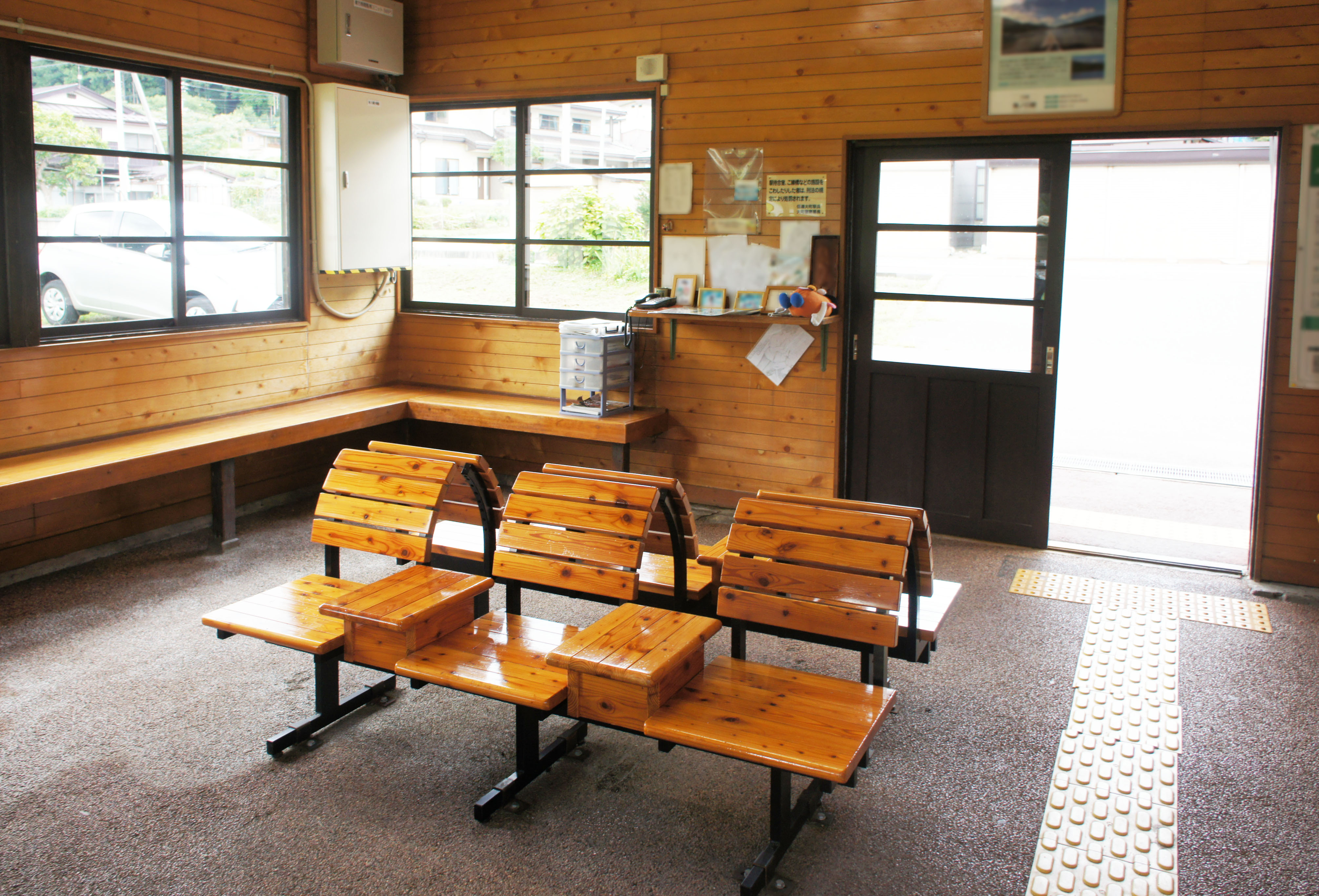
車站內部（2021年8月）

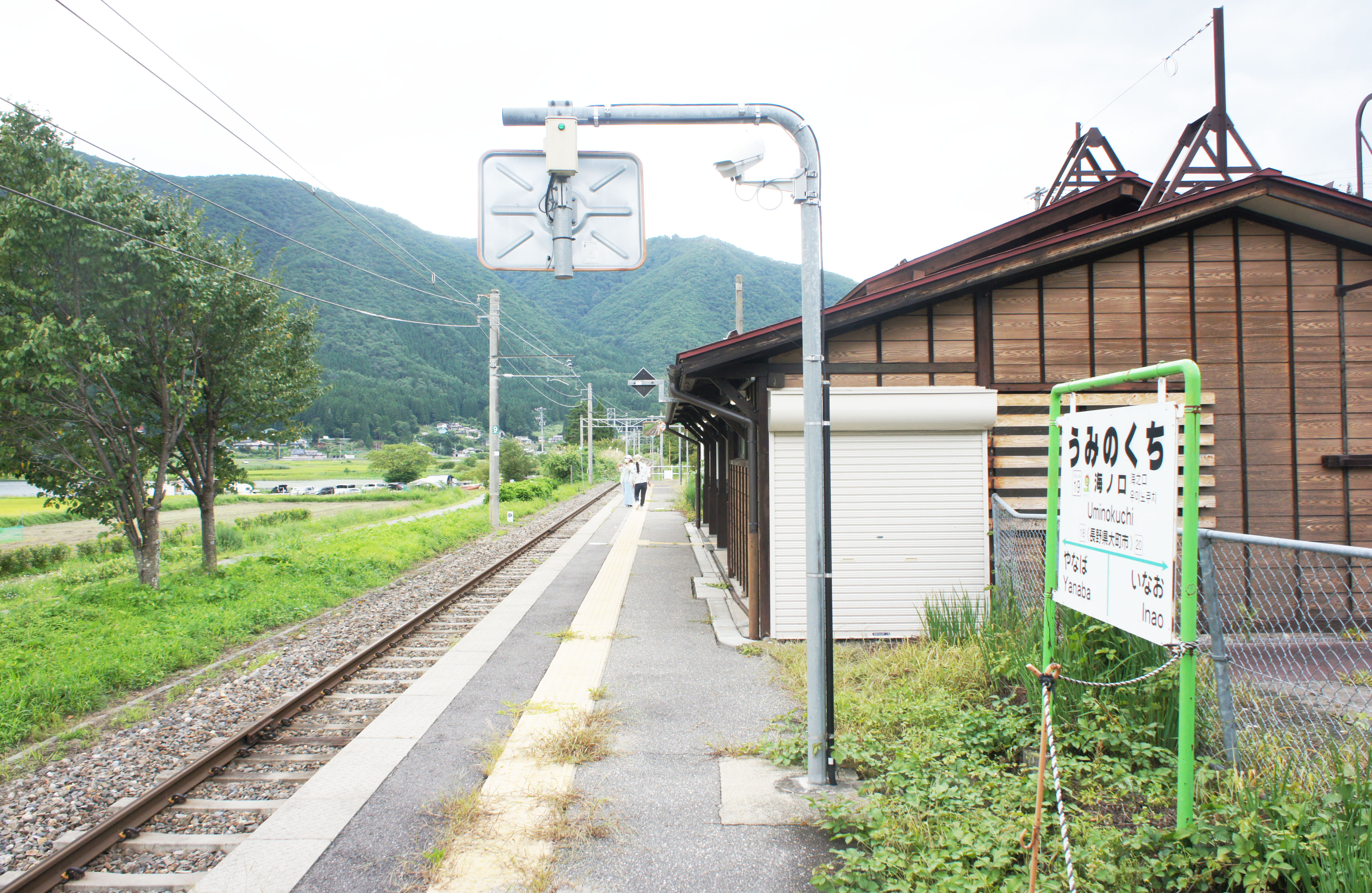
月台（2021年8月）

## 歷史
- 1929年（昭和4年）9月25日：國鐵大糸南線信濃大町站至簗場站之間開通，此站啟用[3]。為旅客和貨物車站。
- 1957年（昭和32年）8月15日：中土站至小瀧站之間開通，全線開通並改名為大糸線[3]。
- 1959年（昭和34年）7月17日：信濃大町站至信濃四谷站（現時：白馬站）之間電氣化[5]。
- 1987年（昭和62年）4月1日：伴隨國鐵分割民營化，車站由東日本旅客鐵道（JR東日本）營運[6][7]。
- 2014年（平成26年）
  - 11月22日：發生長野縣神城斷層地震，信濃大町站至糸魚川站之間暫停運行[新聞 1]。
  - 11月25日：信濃大町站至白馬站之間重開[新聞 2]。

## 車站構造
本站是地面車站，設有1面1線單式月台，不可進行列車交會。此站是由信濃大町站管理的無人車站。

## 使用狀況
根據「長野縣統計書」，以下為1日平均乘車人次資料：
- 2007年度 - 14人[1]
- 2009年度 - 20人[1]
- 2010年度 - 23人[8]
- 2011年度 - 16人[4]

## 車站周邊
- 木崎湖（日语：木崎湖）[1]
- 國道148號（日语：国道148号）
- 大町市民巴士（日语：大町市民バス）「海之口」巴士站

## 其他
- 在2002年於WOWOW播映了拜託了☆老師，其動畫的後編拜託了☆雙子星中，會在木崎湖周邊作為舞台[1][9]。在動畫中真實地呈現木崎湖與周邊風景[1]。在車站內設置了車站記事簿，作為粉絲交流之用[1]。
- 在2008年發售了以「動畫之中的大糸線」為題的紀念入場票（信濃大町站、信濃木崎站、稻尾站和海之口站共4站），入場票數量限定（由於此站為無人車站，因此需要在信濃大町站發售）[新聞 3]。

## 相鄰車站
東日本旅客鐵道（JR東日本）
■大糸線
快速
通過
普通
稻尾（20）－海之口（19）－簗場（18）

## 注腳

### 報道發表資料
1. 1 2   (PDF) (新闻稿). 東日本旅客鉄道長野支社. 2016-12-07  [2016-12-08]. （原始内容 (PDF)存档于2016-12-08） （日语）.

### 新聞
1. ↑  “41人けが、全壊34棟 長野北部地震、余震70回に”. 中日新聞 (中日新聞社). (2014年11月24日)
2. ↑  “長靴姿で登校、大糸線が一部再開 県神城断層地震”. 中日新聞 (中日新聞社). (2014年11月26日)
3. ↑  . 朝日新聞. 2008年8月31日  [2013-03-02]. （原始内容存档于2018-07-17） （日语）.

## 外部連結
- 車站資訊（海之口）：東日本旅客鐵道（日語）